# Eric Boehm
Eric H. Boehm (geboren 15. Juli 1918 in Hof; gestorben 11. September 2017 in Santa Barbara (Kalifornien)) war ein deutschamerikanischer Verleger.

## Leben
Erich Hartzell Böhm war Sohn des Textileinzelhändlers Karl Böhm (1881–1974) und der Bertha Oppenheimer (1888–1974), er hatte den Bruder Werner. Nach der Machtergreifung der Nationalsozialisten musste er 1934 als Jude die Oberrealschule Hof verlassen und wurde zu seinem Onkel nach Youngstown (Ohio) in Sicherheit gebracht, sein Bruder Werner folgte 1937, die Eltern erst im Jahr 1941. Eric H. Boehm besuchte das Wooster College und studierte an der Fletcher School mit einem Master-Abschluss in International Relations im Jahr 1942. Boehm wurde im Zweiten Weltkrieg Leutnant der US Air Force. 
Nach Kriegsende fungierte er im Nürnberger Prozess gegen die Hauptkriegsverbrecher als Übersetzer während der Vernehmung des inhaftierten Generalfeldmarschalls Wilhelm Keitel. Bei seiner Arbeit als Pressezensor bei OMGUS 1947 in Berlin traf Boehm Inge Pauli (gestorben 2000), sie heirateten 1948 und hatten vier Kinder. Er gab 1949 das Buch We survived heraus, das Berichte von Deutschen sammelte, die die nationalsozialistische Verfolgung überstanden hatten. 1951 wurde er an der Yale University in International Relations promoviert. Boehm war in Europa bis 1955 bei der Air Force Intelligence in Wien beschäftigt und bis 1958 in München.
Boehm widmete sich der Wissensorganisation in der Geschichtswissenschaft und schuf mit Inge Pauli 1953 die bibliographische Publikation Historical Abstracts und daraus 1960 den Verlag ABC-CLIO in Santa Barbara in Kalifornien. Für die Förderung der Computeranwendung im wissenschaftlichen Publikationswesen wurde er 1963 mit einem Ehrendoktor des Wooster College ausgezeichnet. Ab 1982 engagierte er sich in der rasanten Entwicklung des computergestützten Fernunterrichts.

## Schriften (Auswahl)
- (Hrsg.): We survived : the stories of fourteen of the hidden and the hunted of Nazi Germany. New Haven : Yale University Press, 1949
- Eric H. Boehm; Lalit Adolphus (Hrsg.): Historical periodicals : an annotated world list of historical and related serial publications = Historische Periodica = Périodiques historiques. Santa Barbara : Clio Press, 1961